# Moot Hall Precincts
Moot Hall Precincts/Moot Hall and Precincts var en civil parish från 1884 till 1974, i grevskapet Northumberland (nu Tyne and Wear), i England. Denna civil parish hade 5 invånare år 1931. Newcastle upon Tyne Moot Hall and Precincts var ett distrikt fram till 1974 då den blev en del av Newcastle upon Tyne.